# San Valentino in Abruzzo Citeriore
Pour les articles homonymes, voir Abruzzo et San Valentino.
San Valentino in Abruzzo Citeriore est une commune de la province de Pescara, dans la région Abruzzes, en Italie.
Le terme « Abruzzo Citeriore » fait référence à l'Abruzze Citérieure, une ancienne province du royaume de Naples.

## Administration
| Période                                  | Période  | Identité          | Étiquette              | Qualité |
| ---------------------------------------- | -------- | ----------------- | ---------------------- | ------- |
| 28 mai 2002                              | 2008     | Giannino Ammirati | Centro-Sinistra        |         |
| 15 avril 2008                            | En cours | Angelo D'Ottavio  | Lista civica Paese Mio |         |
| Les données manquantes sont à compléter. |          |                   |                        |         |

### Hameaux
Cerrone, Olivuccia, San Giovanni, Solcano, Trovigliano.

### Personnages célèbres
La famille d'Elio Di Rupo, ancien Premier ministre de Belgique, est originaire de San Valentino in Abruzzo Citeriore.

### Communes limitrophes
Abbateggio, Bolognano, Caramanico Terme, Scafa.